# Silchester
Silchester è un villaggio e una parrocchia civile della contea inglese dell'Hampshire. È nota per i resti archeologici del vicino insediamento romano di Calleva Atrebatum, che fu occupata dai Romani nel 45. Silchester si trova 10 miglia a sud-ovest di Reading e cinque miglia a nord di Basingstoke.